# Kluže
Pevnost Kluča neboli Kluže ve Slovinsku je významná slovinská kulturní památka.
Je jedinou zachovalou z tzv. „Korutanských pevností“ a jednou z mála udržovaných alpských rakousko-uherských pevností vůbec.
Její vnitřní vybaveni se nezměnilo. Dokonce štíty dělostřeleckých střílen a opancéřovaná kopule, která sloužila jako pozorovatelna, se zachovaly a dnes patří k původním hutnickým památkám.
Z vnějšího vybavení chybí pouze kovový mostek a obranný portál s železnými vraty, která byla využívána k blokování silnice; v roce 1945 bylo toto vybavení odstraněno americkými vojsky.

## Poloha
Řeka Koritnica protéká v Kluže 70 m hlubokou roklí. Tvoří tak specifické místo, ze kterého je nejsnazší kontrolovat strategickou cestu ze sočské pánve do Korutan. Není tedy překvapující, že ať už tu vládl kdokoliv, od Římanů přes Benátčany až po Habsburky, vystavěli tu hrad či pevnost.

## Výstavba
V roce 1797 během 1. vídeňského vojenského tažení byla pevnost Kluže zabrána a poničena Napoleonovými legiemi. Francouzi zde přešli znovu v letech 1805 a 1809. Deset let před vypuknutím 1. světové války Itálie i rakousko-uherská říše započaly s posilováním obrany hranic. Rakousko-Uhersko se primárně zaměřilo na jižní Tyroly a cestu do Korutan. Padl návrh vybudovat šest korutanských pevností, které měly chránit přístupové cesty do Tarvisia (Trbiže).
V roce 1881 začali Rakušané budovat blokádu a s ní bovsko-klužskou pevnost na ruinách předchozí pevnosti. Poprvé v ní byly umístěny 120 mm pevnostní zbraně. Střílny byly jako nejslabší místa opatřeny extrémně drahými štíty z kalené litiny vyrobené v německém Grusonwerku. Ve výzbroji byly i 4 kulomety Maxim.
Kapacita pevnosti počítala s umístěním tří důstojníků, lékaře a 176 vojáků. Jeden z nich pečoval o poštovní holuby. Pevnost měla i nádrž na zadržování dešťové vody ze střech. Když si ale vojáci stěžovali na to, že je znečišťována holubími exkrementy, začala být využívána voda z Koritnice.
Stavba, na kterou byl použit veškerý přitesaný kámen z předchozí pevnosti, byla dokončena v roce 1882. Místo v tu dobu poctil svou návštěvou císař František Josef I. Jeho iniciály FJI sestavené z vápencových kamenů umístěné na trávníku u příjezdové cesty dodnes připomínají tuto událost.
Během 1. světové války byla obrana pevnosti a jejího okolí zesílena bariérami z ostnatých drátů a minovým polem. Navzdory nelítostným útokům ze strany italských dělostřelců, pevnost Kluže krytá též prudkými svahy hory Rombon (Veliky vrh, 2208 m), zůstala nedobyta.
Časem, díky vynálezu efektivních lyditových granátů, však zestarala a nedokázala by odolat ani menším požárům. Rakousko-uherské ministerstvo války tedy rozhodlo o výstavbě další dělostřelecké pevnosti a to přímo na svahu hory Rombon, ze kterého by mohla vojska kontrolovat přístupovou cestu do Bovce.
Přístup na staveniště byl mimořádně obtížný. Cesta k nové pevnosti je dlouhá 1 292 m, převýšení cesty je 114 m, musela být vytesána do strmého terénu a na trase byl vyhlouben 113 m dlouhý tunel. Šířka tunelu musela odpovídat největším položkám vojenského vybavení – 10 tunovým obranným pancířům a 13 tunovým pancéřovaným kopulím houfnice ze Škodovky Plzeň.
Místo pro pevnost na 60 m útesu bylo z části vytvořeno tak, že byla odtesána skála a další část tvořila podpůrná struktura. Přední, mohutně opevněná část, se dvěma křídly zajišťovala obranu před pěchotním útokem, vzadu byla kasárna. Střecha a nejzranitelnější stěny 2 m tlusté, byly zhotoveny z pěchovaného betonu (bez výztuže) pokládaného ve vrstvách. Horní část přední pancéřovaných komor a základny střešních střílen byly pokryty bloky jihotyrolské žuly. Ta byla do Tarvisia (Trbiže) dopravena vlakem, odtud koňmi a na místo tunelem osly.
Se čtyřmi otočnými děly, zasazenými do opevněných střílen, s dostřelem 6 700 m a dvěma střešními houfnicemi s dostřelem 5900 m, 13 důstojníky a 227 sloužícími vojáky, byla posádka pevnosti Hermann schopna kontrolovat téměř celou bovskou pánev. Pro střežení pevnosti byly na střeše vybudovány dvě otočné pancéřované střílny a ocelová věž, která nesla opancéřovaný světlomet s reflektorem o průměru 90 cm, který mohl zaměřit dělostřelecké cíle v noci. Pevnost měla i elektřinu, ventilační systém a dodávky vody z Koritnice, na které byla malá vodní elektrárna.
Pevnost byla dostavěna v roce 1900 a pojmenována po kapitánovi Johannovi Hermannovi von Hermannsdorf, který byl velitelem pevnosti Predel a padl při její obraně v boji proti Francouzům v květnu 1809. Pevnost Hermann spolu se spodní pevností Kluže tvoří „Bovskou obrannou bariéru“, nejvýchodněji položenou alpskou obranou linii vůči italským hranicím.
V roce 1909 za účelem posílení bezpečnosti silnice před klužskou pevností byly ve skále vytesány tři štoly 14 m pod pevností Hermann. Každá byla vybavena světlometem, dělostřeleckými strážními posty a dvěma kulomety. Štoly byly propojeny s pevností podzemními chodbami, spojení zajišťoval telefon a kovová mluvící roura, která byla v kasárnách daleku užitečnější než telefon.
Budování pevností a přístupových cest, zásobování a služby pro armádu a návštěvy vojáků v hostincích, poskytovalo obživu místnímu obyvatelstvu.
V jedné zprávě se říká: „Rakouské válečné vedení chce lepší ochranu státních hranic, což znamená, že vztahy s Itálií asi nejsou nejlepší …Zaměstnávají pouze místní. Italy nechtějí. Platy jsou slušné a lidé dost vydělají. Ale práce je nebezpečná, jak neštěstí ukazují. Na nové cestě došlo k sesuvu, Jeden dělník zahynul a další byli vážně zraněni. Na tomto místě to nebylo poprvé. Dělníci jsou vystrašeni.“

## První světová válka
Na počátku 1. světové války už byly pevnosti Bovské obranné bariéry už zastaralé. Přesto svou funkci splnily. Navzdory převaze se italská armáda neodhodlala k přímému útoku a jejich obsazení, ale měsíce je držela pod mohutnou dělostřeleckou palbou.
Mezitím Rakušané stabilizovali situaci na frontě a zastavili italský postup. V létě 1915 italské dělostřelectvo na pevnost Hermann vystřílelo 3 840 granátů, 200 zasáhlo cíl. Mezi nimi byla munice o průměru 305 mm, 441 a 350 kg těžká, vypálená ze vzdálenosti 13 km z Reklenice (Raccolona) v údolí za horou Kanin. Během útoků se vojsko stahovalo do ústraní, podle dostupných informací nebyl nikdo zabit.
Do května 1916 byla pevnost Hermann v tak zuboženém stavu, že ji rakousko-uherská armáda opustila. Zbraně byly přemístěny do podzemních štol hory Svinjak. Cesta byla značně poničena vlivem půdních sesuvů, propadáním terénu a přívalovou vodou. Stejně dopadla i svodidla.

## Po válce
Pevnost Hermann přišla i o ocelové dělostřelecké kryty a střílny; Italové je po válce strhli. Zbylé železo postupně odmontovali místní. Podzemní štoly jsou plné sutin a okolí zarůstá.
V roce 2008 byly zahájeny systematické terénní úpravy, aby se toto pro Kluže historicky významné místo zpřístupnilo turistům a užili si i unikátní výhled do bovské pánve.